# Bulbophyllum riparium
Bulbophyllum riparium là một loài phong lan thuộc chi Bulbophyllum.